# 爆竹

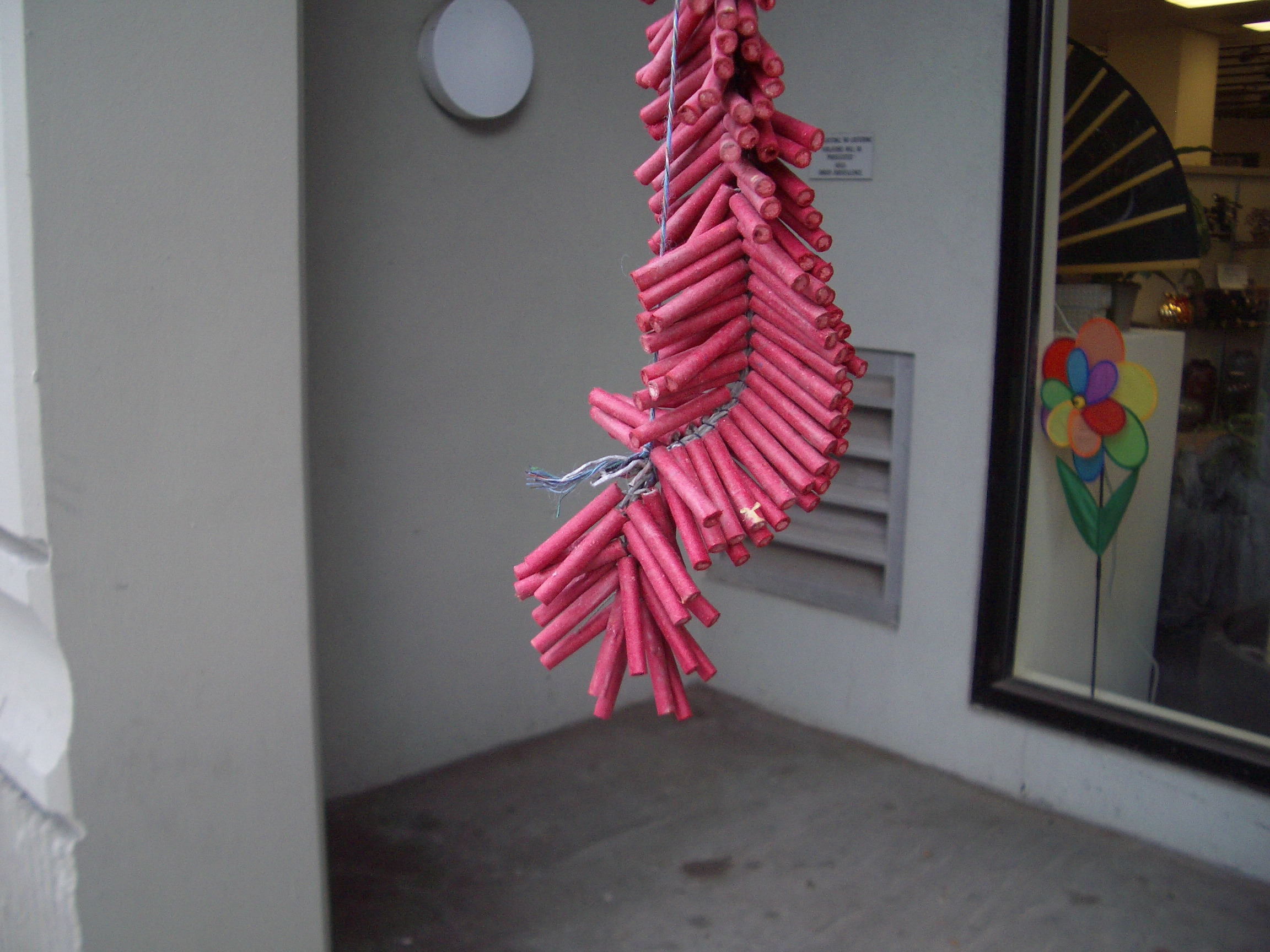
一串鞭炮

爆竹又稱炮竹、爆仗、炮仗等，因常做成長鞭狀，故又稱鞭炮，爆竹最開始主要用于驅魔避邪，現代主要用於農曆新年，過年期間爆竹用量超過全年一半。由於火災及環境原因，近代在各國被限制。

## 起源
- 传说鞭炮起源于爆竹。古代一种说法：以前每年农历除夕的晚上会出现一种叫“年”的猛兽，为了吓退这种猛兽，人們于是在家门口燃烧竹节，由于竹腔内的空气受热膨胀，竹腔爆裂，从而发出巨响，借此驱赶年獸。
- 梁朝《荆楚岁时记》记载：“正月一日……鸡鸣而起……先是庭前爆竹，一辟山襙野鬼”[1]
- 用火药制成的爆竹，最早见于孟元老《东京梦华录》：“忽作一声如霹雳，谓之爆仗……烟火大起”[2]
- 《梦梁录》、《武林旧事》、《都城记胜》都有关于“爆仗”的记载。
- 到16世纪，中国的爆竹已经五花八门。 1593年沈榜著的《苑署杂记》记载，大响声的叫“响炮”，飞得高的叫“起火”，带炮声的叫“三级浪”，不响不起，而在地上旋转的叫“地老鼠”，外形像花草的叫“花儿”，用泥土封住的叫“砂锅儿”，用纸包的叫“花盆”。李约瑟认为，第二种“起火”显然是火箭，第四种“地老鼠”十分重要，它可能是原始的火箭推进器。《齐东野语》还记载“地老鼠”烟火飞到太后脚下，使太后惊慌失措[3]。

## 各地的重大事件及禁令

### 中國大陸
中華人民共和國爆竹禁令管得最嚴，是在文化大革命期間的1966至1976年，那時破四舊運動提出「革命化春节」，春节不准回家、不准敬祖宗、不准说“恭喜发财”而要说“祝您今年见到毛主席”，還不准放鞭炮，毛澤東死後「革命化春节」結束。新疆伊犁有小孩在十年來第一次在春節放爆竹，不慎把爆竹射向兵團幹部遲遲不敢棄置的毛澤東悼念花圈，釀成1977年伊犁六十一团场火灾，694死，多為學生。
禁止放鞭炮的法令早已有之，但執行不嚴，例如1907年大清天津巡警总局，1990年代中國都有此等法令。2011年11月美国驻华大使馆在大使骆家辉批准下公佈使馆監察到的空氣PM2.5，PM2.5的重要性始進入中國群眾視野，而煙火造成的PM2.5雖然佔比較少，但被各市政府順勢禁止。上海2016年1月1日就禁止上海外環線內放烟花爆竹。2023年1月17日，《大城县关于在全县范围内禁止生产储存运输经营和燃放烟花爆竹的通告》发布。
2023年中國大陸跨年時，群眾有感禁令执行过度，且淡化了春节氛围，紛紛上街燃放煙花，捲起放宽煙花的輿論。一些地区由全面禁放调整为有限度允许燃放。12月26日，全国人大法工委表示，全面禁燃烟花爆竹不合法，地方需修改禁燃令。

### 香港
香港原本容許市民在節慶時燃放煙花爆竹，但因為在1967年六七暴動期間鬥委會發起連串炸彈恐怖襲擊，左派暴徒利用煙花爆竹及從石礦場的倉庫盜取炸藥和引爆器製作土製炸彈，炸彈襲擊浪潮造成多名無辜市民喪生，香港政府因此在1967年9月以緊急法頒布《一九六七年緊急措施（烟火）規則》，禁止市民燃放煙花爆竹，同時要求市民交出已購買的煙花爆竹，並且指示持牌存放炸藥的88間土木工程倉庫，把炸藥轉移到政府倉庫存放，以遏止六七暴動炸彈浪潮。此後工業及工程使用炸藥受到嚴格管制，亦不容許市民燃放煙花爆竹，但在新界鄉郊地區仍有收藏及燃放煙花爆竹的違法行為，每逢傳統節慶，特別是農曆新年期間，屯門、元朗、沙田、大埔、上粉沙打及大嶼山的一些村落，依然有不少人非法燃放。1998年再次立法規定任何人不得持有煙花或爆竹，但每年都有新界鄉村無視全香港禁止燃放的法律公然燃放多串爆竹及非法發放煙花，香港警隊未有對新界鄉村採取嚴格執法及拘捕行動而受到社會批評。

### 越南
越南由於過往多次發生因燃放爆竹造成的死傷意外，越南政府在1995年起禁止生產、買賣、運輸、儲存及燃放爆竹，雖然越南中央政府要求地方政府嚴格配合禁令，但是一直成效不彰。當地居民稱非法的爆竹主要由中國大陸走私入境，越南邊防過往亦查獲非法入口的爆竹，在2016年的一次打擊走私集團的行動中起出1.5噸中國大陸走私入境的非法爆竹及煙花。

### 台灣
台灣在近年來雖然出現禁止於深夜或是在都會區中燃放鞭炮的法令，但各地在不允許施放的時段、場合燃放炮竹的情形還是相當普遍。此外，台灣地區性選舉的候選人（尤其在台北市以外），仍普遍會在競選期間施放爆竹造勢。

## 替代品
由于部分地区禁止燃放烟花爆竹，一些家庭会选择以电子鞭炮代替传统火药鞭炮，可产生类似传统鞭炮的声光效果，而且可以反复使用。但由于电子鞭炮缺乏行业标准製造规范,尤其是生產出一些粗制滥造的电子鞭炮,已致引發傳統鞭炮所沒有的触电意外,或更高機率的火灾事故。但不管是需要火源燃燒的傳統鞭炮,還是做為替代的電子鞭炮,還是會有人購買到劣質商品、又或著施放鞭炮者不注意和遵守燃放的法規方法，也常會有门窗玻璃等物品被炸破，引发火灾，或是燃放鞭炮者或圍觀路人被炸伤等情況。

## 外部連結
- 横浜中華街 媽祖祭 （页面存档备份，存于）（一種安全的放鞭炮方式）